# Bertha Belmore
Bertha Belmore (Manchester, 22 de dezembro de 1882 – Barcelona,14 de dezembro de 1953) foi uma atriz de cinema britânica durante a era silenciosa.
Ela tinha apenas oito anos de idade quando fez sua primeira aparição no teatro. Mais tarde, excursionou nos Estados Unidos com Shakespearean Players de Sir Philip Ben Greet.

## Filmografia selecionada
- Happy (1933)
- Keep It Quiet (1933)
- Over the Garden Wall (1934)
- Give Her a Ring (1934)
- Blossom Time (1934)
- Are You a Mason? (1934)
- Royal Cavalcade (1935)
- So You Won't Talk (1935)
- In the Soup (1936)
- Broken Blossoms (1936)
- Over She Goes (1938)
- Convict 99 (1938)
- Let's Make a Night of It (1938)
- She Couldn't Say No (1939)
- Yes, Madam? (1939)
- Discoveries (1939)
- The Midas Touch (1940)